# جورج جونز
جورج جلين جونز (12 سبتمبر 1931 – 26 أبريل 2013) هو مغني ريف أمريكي راحل معروف بقائمة طويلة من الأغاني الناجحة، صوته المميز وصياغته للكلمات، وزواجه من تامي واينيت.
على مدى السنوات العشرين الأخيرة من حياته، وكثيرا ما أشير إليه بأنه أعظم مغني ريف حي. كتب باحث موسيقى الريف بيل مالون، «لدقيقتين أو ثلاثة تدوم فيها الأغنية، فإن جونز يغمر نفسه تماما في كلماتها، وفي المزاج الذي تبثه، فإن المستمع لا يسعه سوى أن يحس بالمثل».
طوال مسيرته المهنية الطويلة، كان جونز يتصدر عناوين الصحف بسبب إفراطه في الشراب، وعلاقاته العاصفة مع النساء، ونوبات الغضب، بنفس القدر الذي اشتهرت به مسيرته بالإسطوانات الناجحة والجولات الغنائية. أدى أسلوب حياته الجامح إلى تفويته للعديد من العروض، فأكسبه لقب «نو شو جونز» No-Show Jones. وبمساعدة زوجته الرابعة، نانسي، ظل بعيدا عن الشراب للعقد الأخير من حياته. وأصدر جونز أكثر من 150 أغنية ناجحة خلال حياته المهنية، سواء كفنان منفرد وفي ديو مع فنانين آخرين. أعطى شكل أنفه وملامح وجهه جونز لقب «بوسوم» Possum.
في أغسطس 2012، أعلن جونز أنه في ختام جولته عام 2013، بعنوان «غراند تور»، سيتقاعد لقضاء المزيد من الوقت مع عائلته. لكنه أدخل المستشفى مع حمى وعدم انتظام ضغط الدم، وتوفي في 26 أبريل 2013 في مركز جامعة فاندربيلت الطبي في ناشفيل، تينيسي.

## بدايات حياته
ولد جورج جلين جونز في 12 سبتمبر 1931، في ساراتوجا، تكساس، على بعد ثمانية وثلاثين ميلا إلى الشمال الغربي من بومونت، وهو ابن جورج واشنطن جونز وكلارا باترسون جونز، وتربى في فيدور، تكساس، مع شقيقه وخمس شقيقات. عندما كان في السابعة، واشترى والداه راديو وسمع موسيقى الريف للمرة الأولى. وامتلك أول غيتار عندما كان في التاسعة، وكان جونز يعزف مقابل المال في شوارع بومونت.
غادر المنزل في عمر السادسة عشرة وذهب إلى جاسبر، تكساس، حيث غنّى وعزف على محطة إذاعية. والتقى هانك وليامز في محطة إذاعية محلية عام 1949، ونصح المغني جونز بأن يتوقف عن الغناء مثل روي أكوف وأن يبدأ الغناء بأسلوبه الخاص.
تزوج جونز من دوروثي بونفيليون عندما كان عمره 19 عاما، ولكنه طلقها قبل ولادة ابنتهما. كانت الحرب الكورية قائمة، وتجند في المارينز. تم تعيينه في ولاية كاليفورنيا طوال فترة خدمته. خدم في مشاة البحرية من عام 1950 وحتى 1953، ثم وقعت مع تسجيلات ستارداي، حيث أصبح بابي ديلي منتج السيد جونز ومدير أعماله. لم تمض فترة طويلة بعد تسريحه، حتى ابتدات مسيرته الفنية. وأصدر جونز أول أغانيه “No Money in This Deal” عام 1954، وهو العام الذي تزوج زوجته الثانية، شيرلي كورلي. وكانت أول أغنية ناجحة على فوائم بيلبورد في عام 1955 - وهو نفس العام الذي أصدر فيه إلفيس بريسلي وجوني كاش أولى أغانيهم الناجحة – "Why Baby Why"، وهي أغنية هونكي تونك تضم تسجيلا صوتيا مزدوجا. وبلغت المركز الرابع في قوائم بيلبورد لأغاني الريف في تلك السنة. وتم بثها مبكرا في تكساس، حيث بثت في محطة KIKK الريفية في هيوستن، واحتلت المركز الأول على القوائم المحلية. وقاموا بإرسال قوائمهم الخاصة إلى المحطات في جميع أنحاء البلاد، والتي بدأت تعرضها، وفتغلبت جزئيا على مشكلة التوزيع المحدود في ستارداي. لكن تقدمها على القوائم تراجع بعد ان قام ريد سوفاين وويب بيرس بغناء الأغنية، حيث استفادت شهرة تسجيلات ديكا ووصلت إلى المركز الأول على قوائم اغاني الريف خلال فترة عطلة عيد الميلاد 1955-1956. أدرجت الأغنية لاحقا في بداية البوم جونز الأول عام 1957 بعنوان Grand Ole Opry's New Star.

## سنوات الطيش
كان هوية جونز مرتبطة بإدمانه للكحول. ومن أشهر قصص من أيام إدمانه عندما كان متزوجا من زوجته الثانية، شيرلي كورلي. ويتذكر جونز أن شيرلي منعته من السفر إلى بومونت، وتقع على بعد 15 كم، وشراء الكحول. ولأن جونز لم يستطع السير على قدميه لهذا الحد، وفقد أخفت مفاتيح سياراتهما قبل أن يغادر. ولكنها لم تخف مفاتيح جزازة العشب. يتذكر جونز الشعور بالضيق والانزعاج لعدم تمكنه من العثور على أي مفتاح ثم نظر خارج النافذة. ورغم أن سرعتها القصوى لم تتجاوز خمسة أميال في الساع، فقد ذهب بها لمتجر الكحول، استغرقت رحلته ساعة ونصف أو أكثر.
أشارت زوجته السابقة تامي واينيت، في سيرتها الذاتية التي صدرت عام 1979، أنها استيقظت في الواحدة صباحا لتجد زوجها قد ذهب: «ركبت السيارة وانطلقت إلى أقرب حانة على بعد 10 أميال عندما توقفت هناك ووجدت جزازة العشب عند المدخل. وقد قاد هذا الشيء في الطريق الرئيسي. نظر للأعلى ورآني وقال: 'حسنا يا رفاق، ها هي الآن، قلت لكم أنها ستأتي ورائي».
غنى جونز لاحقا عن حادث جزازة العشب في أغنيته عام 1996 «أغنية الهونكي تونك»، وسخر من القبض عليه في الفيديو كليب.
في السبعينات، قدم أحد المدراء الكوكايين إلى جونز قبل ظهوره على المسرح لأنه كان متعبا جدا. وكان أسلوب حياته قد جعله يقترب من الموت، وبنهاية العقد دخل مستشفى الطب النفسي في ألاباما. رآه بعض من المعجبين كصورة السكير ومن يعيش حياته لأقصى حد، وأنه الابن الروحي لبطله هانك ويليامز، وغاب جونز عن عدة التزامات ما أكسبه لقب "نو شو جونز No-Show Jones. وفي كثير من الأحيان كان مفلسا واعترف بأن وايلون جينينغز وجوني كاش ساعداه في تلك الفترة.
في سخرية من ماضيه، ظهر جونز في ثلاثة فيديوهات كانتري وهو يركب جزازة عشب. أولها كانت أغنية هانك وليامز الابن " My Rowdy Friends Are Coming Over Tonight " في عام 1984 في الثانية أغنية فينس غيل " One More Last Chance " عام 1993. أما الثالثة فكانت أغنية جون ريتش " Country Done Come to Town" ويظهر جونز وهو يقص العشب على السطح.

## فرقة جونز بويز
عمل جونز مع العديد من الموسيقيين الذين نجح،h في ناشفيل كعازفي جلسات أو مغنين. ومن هؤلاء دان شافر، هانك سينغر، جوني بايتشيك، بريتاني ألين، سوني كرتيس، رون غاديس، كينت جودسون، بوبي بيركهيد، وستيف هينسون.

## الزواج
تزوج جونز مرتين قبل أن يتم الرابعة والعشرين. وقد تزوج عام 1950 من دوروثي بوفيليون واستمر لعام واحد فقط، وأنجبا ابنة هي سوزان. في عام 1954، تزوج جونز من شيرلي آن كورلي. استمر هذا الزواج حتى عام 1968 وأنجب اثنين من ابنائه، جيفري وبريان. وتزوج تامي واينيت في عام 1969. واستمر الزواج لست سنوات، وأنجبا ابنتهما، تامالا جورجيت، وتعرف أيضا ياسم جورجيت جونز، وهي مغنية ريف وغنت على المسرح مع والدها. تزوج جونز زوجته الأخيرة، نانسي سيبولفادو، في 4 مارس 1983 في وودفيل، تكساس. أصبحت نانسي مديرة أعماله، وينسب إليها جونز إنقاذه من الشرب والكوكايين. وعاشا في فرانكلين، تينيسي.

### الزوجات
- دوروثي بونفيليون (1950 - 1951؛ طلقت)، ابنة واحدة.
- شيرلي آن كورلي (14 سبتمبر 1954 - 11 يونيو 1968؛ طلقت)، ابنين.
- تامي واينيت (16 فبراير 1969 - 13 مارس 1975؛ طلقت)، ابنة واحدة.
- نانسي سيبولفادو (4 مارس 1983 – حتى وفاته).

## سنواته الأخيرة
واصل جونز رحلاته وإصداراته في التسعينات رغم أن أغانيه لم تعد تعرض على محطات الراديو الريفية. كان صريحا في التعبير عن خيبة أمله للمنحى الذي اتخذته موسيقى الريف في العقدين الماضيين. في سيرته الذاتية، كرّس جونز فصلا كاملا للتغيرات في المشهد الموسيقي الريفي من التسعينات والتي شهدت انحسار شعبيته من الراديو لصالح جيل أصغر من نجوم الريف المتأثرين بالبوب. على الرغم من غياب أغانيه عن قوائم أغاني الريف خلال تلك الفترة، فإن نجوم الريف اليوم مثل غارث بروكس، راندي ترافيس، آلان جاكسون، وغيرهم أشادوا بجونز وأعربوا عن حبهم واحترامهم لإرثه كأسطورة في موسيقى الريف والذي مهد الطريق لنجاحهم. وقد أصدر ألبوما بعنوان «أغاني ناجحة أغفلتها وواحدها لم أغفلها» "Hits I Missed And One I Didn't"، وغنى فيها أغاني ناجحة لفنانين آخرين، وكذلك نسخة جديدة لأغنيته «توقف عن حبها اليوم»، وكان آخرى ألبوم سجله في استوديو.

## موته وجنازته
في 26 أبريل 2013، وبعد دخوله المستشفى بسبب الحمى وعدم انتظام بضغط الدم، مات جونز في مركز جامعة فاندربلت الطبي في ناشفيل تينيسي، وكان بعمر الحادية والثمانين.
كانت لورا بوش، زوجة الرئيس الأسبق جورج دبليو بوش، من بين من تكلموا في جنازة جونز في 2 مايو 2013. ومن بين من تكلموا في جنازته، حاكم تينيسي بيل هاسلام، والشخصية الإعلامية بوب شيفر، ومغنوا الريف باربارا ماندريل وكيني تشيزني. وكذلك ظهر ألان جاكسون وروني ميلساب وفينس غيل وباتي لافليس وترافيس تريت وتشارلي دانيالز وراندي ترافيس وبراد بيسلي. وتم نقل الجنازة مباشرة في عدة محطات على التلفاز والراديو.
طلبت العائلة أن توضع إسهاماته في صندوق غراند أول أوبري أو في متحف قاعة مشاهير موسيقى الريف.

## الأوسمة والجوائز
تلقى جونز العديد من التكريمات خلال مسيرته الطويلة، منها أنجح مغنى ريفي واعد عام 1956، كما أدخل في قاعة مشاهير موسيقى الريف عام 1992، كما كرم في مركز كينيدي عام 2008. وفي عام 2012 قدمت له جائزة غرامي عن إنجازات مسيرته. وقام بتكريمه زميله القديم ميرل هاغارد.
وشغل منصب حكم عام 2008 في حفل جوائز الموسيقى المستقلة السنوي الثامن لدعم الفنانين المستقلين.
كان جونز عضوا في غراند أول أبري من عام 1956 وحتى وفاته.

## الأغاني التي احتلت المركز الأول
1. White Lightning - 1959
2. Tender Years - 1961
3. She Thinks I Still Care - 1962
4. Walk Through This World with Me - 1967
5. We're Gonna Hold On (مع تامي واينيت) - 1973
6. The Grand Tour - 1974
7. The Door - 1975
8. Golden Ring (مع تامي واينيت) - 1976
9. Near You (مع تامي واينيت) - 1977
10. He Stopped Loving Her Today - 1980
11. I Was Country When Country Wasn't Cool (مع باربرا ماندريل) - 1981
12. Still Doin' Time - 1981
13. Yesterday's Wine (مع ميرل هاغارد) - 1982
14. I Always Get Lucky with You – 1983

## روابط خارجية
- جورج جونز على موقع IMDb (الإنجليزية)
- جورج جونز على موقع الموسوعة البريطانية (الإنجليزية)
- جورج جونز على موقع ميوزك برينز (الإنجليزية)
- جورج جونز على موقع رولينغ ستون (الإنجليزية)
- جورج جونز على موقع إن إن دي بي (الإنجليزية)
- جورج جونز على موقع أول ميوزيك (الإنجليزية)
- جورج جونز على موقع ديسكوغز (الإنجليزية)
- جورج جونز على موقع ديسكوغز (الإنجليزية)
- جورج جونز على موقع قاعدة بيانات الفيلم (الإنجليزية)